# Olympische Sommerspiele 2020/Teilnehmer (Bermuda)
| Gelbes Symbol für Goldmedaillen mit stilisierten Olympischen Ringen | Graues Symbol für Silbermedaillen mit stilisierten Olympischen Ringen | Braundes Symbol für Bronzemedaillen mit stilisierten Olympischen Ringen |
| ------------------------------------------------------------------- | --------------------------------------------------------------------- | ----------------------------------------------------------------------- |
| 1                                                                   | —                                                                     | —                                                                       |

Bermuda nahm an den Olympischen Spielen 2020 in Tokio mit zwei Sportlern in zwei Sportarten teil. Es war die insgesamt 19. Teilnahme an Olympischen Sommerspielen, bei der die erste Goldmedaille in der Geschichte des Landes gewonnen wurde.

## Teilnehmer nach Sportarten

### Rudern
| Athleten      | Wettbewerb | Vorlauf     | Vorlauf | Vorlauf       | Hoffnungslauf | Hoffnungslauf | Hoffnungslauf | Viertelfinale | Viertelfinale | Viertelfinale  | Halbfinale  | Halbfinale | Halbfinale    | Finale      | Finale | Rang |
| Athleten      | Wettbewerb | Zeit        | Platz   | Qualifikation | Zeit          | Platz         | Qualifikation | Zeit          | Platz         | Qualifikation  | Zeit        | Platz      | Qualifikation | Zeit        | Platz  | Rang |
| ------------- | ---------- | ----------- | ------- | ------------- | ------------- | ------------- | ------------- | ------------- | ------------- | -------------- | ----------- | ---------- | ------------- | ----------- | ------ | ---- |
| Männer        |            |             |         |               |               |               |               |               |               |                |             |            |               |             |        |      |
| Dara Alizadeh | Einer      | 7:34,96 min | 4       | Hoffnungslauf | 7:35,90 min   | 2             | Viertelfinale | 7:35,73 min   | 5             | Halbfinale C/D | 7:11,14 min | 3          | Finale C      | 7:09,91 min | 6      | 18   |

### Triathlon
| Athleten    | Wettbewerb | Zeit      | Rang |
| ----------- | ---------- | --------- | ---- |
| Frauen      |            |           |      |
| Flora Duffy | Einzel     | 1:55:36 h | Gold |